# بنوآ آسو-اکوتو
بونوآ پیِر داوید آسو-اکوتو (فرانسوی: Benoît Pierre David Assou-Ekotto‎؛ زاده ۲۴ مارس ۱۹۸۴) یک بازیکن فوتبال است.